# Komjatná
Komjatná je obec na Slovensku, v okrese Ružomberok v Žilinském kraji.
V roce 2017 zde žilo 1 508 obyvatel. V obci je klasicistní římskokatolický kostel svatého Havla z roku 1823 s oltářním obrazem od Jozefa B. Klemense.